# Andrzej Sobolewski (fizyk)
Andrzej Ludwik Sobolewski (ur. 9 października 1951 w Augustowie) – polski fizyk, profesor nauk fizycznych, pracownik naukowy Instytutu Fizyki PAN, stypendysta i laureat Fundacji im. Alexandra von Humboldta oraz Fundacji na rzecz Nauki Polskiej, członek rzeczywisty Polskiej Akademii Nauk.

## Życiorys
Urodził się w Augustowie, gdzie ukończył I Liceum Ogólnokształcące im. Grzegorza Piramowicza. W 1977 ukończył studia z biofizyki na Uniwersytecie Warszawskim. Od 1976 pracuje w Instytucie Fizyki PAN, do 1981 jako asystent, potem jako adiunkt, a od 1991 na stanowisku profesora.
W instytucie uzyskał zarówno doktorat (w 1981), jak i habilitację (w 1989). W latach 1985–1986 przebywał jako stypendysta Fundacji Humboldta na Uniwersytecie Technicznym w Monachium. Odbywał tam również staże zagraniczne w 1987 i 1990. W 1994 odbył staż zagraniczny na Uniwersytecie Arizony, a w latach 1998 i 1999 na Uniwersytecie Heinricha Heinego w Düsseldorfie. Od 1990 współpracuje stale z Wolfgangiem Domckem z monachijskiego uniwersytetu. Wspólne badania doprowadziły do zidentyfikowania i scharakteryzowania mechanizmu dezaktywacji bezpromienistej elektronowo wzbudzonych stanów DNA i białe, który jest odpowiedzialny za fotostabilność materii ożywionej. Obecnie prowadzone przez niego prace naukowe koncentrują się na badaniu fundamentalnych mechanizmów odpowiedzialnych za fotokatalityczne rozszczepianie wody w celu pozyskania wodoru.
Od 2013 jest członkiem Polskiej Akademii Nauk. Jest też członkiem Towarzystwa Naukowego Warszawskiego. W grudniu 2014 wybrany do Rady Narodowego Centrum Nauki na kadencję 2014–2018. Od 2017 r. jest Honorowym Profesorem w Instytucie Studiów Zaawansowanych Uniwersytetu Technicznego w Monachium, a w roku 2018 został uhonorowany tytułem Ambasadora TUM.

## Nagrody i odznaczenia
- 2007: Nagroda Fundacji na rzecz Nauki Polskiej[1]
- 2008: Polsko-Niemiecka Nagroda Naukowa Copernicus (z Wolfgangiem Domckem)[1]
- 2009: Nagroda Smoluchowskiego-Warburga Polskiego Towarzystwa Fizycznego i Niemieckiego Towarzystwa Fizycznego za wkład do teorii reakcji fotofizycznych
- 2013: Krzyż Oficerski Orderu Odrodzenia Polski[2][9]
- 2016: Nagroda Naukowa Fundacji Aleksandra von Humboldta[10]

## Wybrane publikacje
- Excited-state hydrogen detachment and hydrogen transfer driven by repulsive πσ* states: A new paradigm for nonradiative decay in aromatic biomolecules, Phys. Chem. Chem. Phys. 4 (2002) 1093
- Hydrated hydronium: a cluster model of the solvated electron?, Phys. Chem. Chem. Phys. 4 (2002) 4
- Unraveling the molecular mechanisms of photoacidity, Science 302 (2003)1693
- Efficient deactivation of a model base pair via excited-state hydrogen transfer, Science 306 (2004)1765
- Tautomeric selectivity of the excited-state lifetime of guanine/cytosine base pairs: The role of electron-driven proton-transfer processes, Proc. Nat. Acad. Sci. 102 (2005)17903
- Ab initio studies on the radiationless decay mechanisms of the lowest excited singlet states of 9H-adenine, J. Am. Chem. Soc. 127 (2005)6257
- Photoinduced water splitting with oxotitanium porphyrin: a computational study, Phys. Chem. Chem. Phys. 14 (2012) 12807
- Molecular mechanisms of the photostability of life, Phys. Chem. Chem. Phys. 12 (2010) 4897
- Reversible molecular switch driven by excited-state hydrogen transfer, Phys. Chem. Chem. Phys. 10 (2008) 1243
- Peptide Deactivation: Spectroscopy meets theory, Nature Chemistry 5 (2013)257
- Sequential electron transfer governs the UV-induced self-repair of DNA photolesions, Chem. Sci. 9 (2018) 3131
- Solar energy harvesting with carbon nitrides and N-heterocyclic frameworks: Do we understand the mechanism?, ChemPhotoChem 2 (2018)